# Nicolasia coronata
Nicolasia coronata là một loài thực vật có hoa trong họ Cúc. Loài này được Wild mô tả khoa học đầu tiên vào năm 1980.